# Vices & Virtues
Vices & Virtues é o terceiro álbum de estúdio da banda norte-americana Panic! at the Disco. Produzido por Brendon Urie, estava previsto para ser lançado em 29 de março de 2011 nos Estados Unidos, mas foi adiantado para o dia 22 do mesmo mês. Seu primeiro single, "The Ballad of Mona Lisa", foi lançado no dia 1 de fevereiro de 2011 e estreou na posição #89 da Billboard Hot 100. O segundo single, "Ready to Go (Get Me Out of My Mind)", foi lançado em 2 de maio de 2011.
O álbum é o primeiro lançado pela banda depois da saída do guitarrista Ryan Ross e do baixista Jon Walker. Spencer Smith foi o responsável pela percussão e Brendon Urie pelos vocais e quase todos os outros instrumentos. Vices and Virtues foi recebido de maneira geralmente mista ou positiva pela crítica especializada; o Metacritic calculou uma média de 62% de aprovação, baseado em quinze críticas recolhidas.

## Precedentes
O primeiro material para um sucessor de Pretty. Odd. data de, pelo menos, abril de 2008, apenas um mês depois do lançamento do álbum. Ryan Ross, então guitarrista da banda, declarou que a banda tinha "nove ou dez canções em andamento" na época, que seguiam a mesma direção de seu segundo álbum. Em agosto do mesmo ano, o então baixista da banda, Jon Walker, voltou a falar no assunto, dizendo que o novo material era "basicamento o mesmo do último disco. Nós não paramos de escrever canções desde que terminamos de gravar Pretty. Odd., porque tínhamos muito sobre o que escrever". Ryan Ross então brincou, dizendo que o som estava "pretty awesome (muito impressionante), que é provavelmente o nome que daremos para o disco". Depois, completou dizendo, "Nós temos algumas novas ideias e canções em que estamos trabalhando, e esperamos gravar o novo material até o final do ano". Em junho de 2009, o vocalista Brendon Urie informou que eles vinham escrevendo "pela metade do ano agora", na casa de Ryan em Topanga Canyon, e que tinham se aprofundado no "caminho de pop retrô que haviam começado a explorar em Pretty. Odd.". Ele disse, "Nós sempre fomos uma banda pop. Sempre fomos fãs da música pop, como os Beatles - que são, tipo, o início da música pop - sempre fomos fãs de boas melodias cativantes e música despreocupada". Spencer Smith, baterista, adicionou, "Nós nos mudamos para a Califórnia depois do último álbum, então isso é uma inspiração. Começamos a surfar, também, então talvez tenha uma pequena vibe de The Beach Boys nesse álbum". Durante essa época, Spencer mudou-se com Brendon, enquanto Ryan e Jon permaneceram em sua casa, trabalhando em seu próprio material.
Em 6 de  julho de 2009, Ryan Ross e Jon Walker anunciaram na página oficial do Panic! at the Disco que estavam deixando a banda, com a justificativa de "diferenças criativas". Segundo Ryan, Brendon e Spencer estavam interessados em trabalhar em um "som pop mais polido", enquanto eles queriam "um rock retrô". Depois, foi dito que os planos de uma turnê com o Blink-182 em agosto de 2009 e a produção do novo álbum "iriam continuar como anunciado anteriormente", apenas com Brendon e Spencer como membros. No dia seguinte, 7 de julho, foi divulgado que "New Perspective", primeira canção gravada com a nova formação, seria lançada como parte da trilha sonora do filme Jennifer's Body. O ponto de exclamação, que havia sido retirado do nome da banda, foi então recolocado.

## Gravações e produção
O processo de escrita e gravação para Vices & Virtues durou mais tempo do que a banda planejava. Brendon afirmou que eles sentiram-se "confusos" após a saída de Ryan e Jon e "incertos sobre o que fazer depois", e levou um tempo para descobrirem e encontrarem uma direção para seu som, mas, no final de julho de 2009, ele já estavam começando a trabalhar em um material próprio, no qual esperavam "reunir o melhor de seus dois álbuns anteriores". Spencer comentou que essas canções eram apenas ele e Brendon "se divertindo", pois era o que queriam fazer. Segundo Brendon, eles tiveram que "sair da zona de conforto" em que estavam quando a banda tinha quatro integrantes e "lutar com sua confiança", principalmente em relação à escrita das faixas, considerando que Ryan Ross havia composto boa parte dos primeiros dois discos. Em agosto de 2009, eles tinham cerca de dez faixas para considerar para o álbum, que planejavam que estivesse pronto para lançamento no início de 2010.
No entanto, as gravações não começaram até abril de 2010. Produtor de Pretty. Odd., Rob Mathes foi "como família" para eles, os inspirando a se animar com o disco, apesar do nervosismo dos dois no início. Ele os encorajou a "apenas sair da cama de manhã, não deixar de lado as coisas que realmente ama fazer, porque isso só vai os deixar para baixo", pelo que Brendon disse que a banda "o devia muito". Depois de trabalhar em várias demos durante o verão com Feldmann, os dois decidiram que não estavam satisfeitos, então recomeçaram com um novo material. Vices & Virtues foi produzido por Brendon Urie.
Em 7 de maio de 2010, a banda divulgou fotos tiradas durante as gravações do álbum. Toda a guitarra e todo baixo estavam finalizados no início de julho e, no final desse mês, Vices & Virtues estava completo e foi confirmado que a mixagem começaria pouco tempo depois; o processo de gravação com o material final durou seis meses.

## Música
Vices & Virtues contém uma variedade de estilos musicais em suas faixas. Durante sua produção, Brendon afirmou que cada canção "soa diferente da próxima". No início, eles não tinham uma direção para sua música ou letra. No entanto, depois de retornar ao estúdio para reiniciar o processo, eles ficaram animados com a possibilidade de um recomeço. "Nós estivemos trabalhando nesse álbum por cerca de um ano e meio, então eu acho que isso explica o motivo de algumas das canções terem estilos tão variados," disse Spencer. "Parte disso era apenas nós, no início, tentando perceber o que nós queríamos fazer - tínhamos uma nova oportunidade com apenas dois de nós - e quando conseguimos entender melhor o que era, apenas partimos disso". Os dois selecionaram algumas entre as 30 canções que haviam escrito até então. Brendon disse que a parte mais animadora do processo era "... Você tem todo o trabalho pronto, grava a canção, faz o arranjo e então pode adicionar algumas coisinhas engraçadas, pequenos pedaços de vozes, falas e instrumentos estranhos que você nunca tinha usado antes". Eles fizeram experimentos, como usar um iPad para fazer sintetização no disco. A banda também trabalhou com os franceses da Plastiscines e usou um coral infantil na faixa "Nearly Witches (Ever Since We Met...)".
A maior parte do material anterior da banda havia sido composto pelo seu ex-guitarrista Ryan Ross. Para Vices & Virtues, Brendon teve que "tomar as rédeas liricamente," algo com o qual ele disse não ter muita expereriência até então. A maior inspiração para eles foi se manterem ocupados e saindo, ao invés de se fecharem para escrever. Brendon afirmou que as letras são "muito honestas e simples". Ele explicou, "Nós estávamos tão conscientes sobre tudo, por dentro do que estávamos fazendo, que quando íamos escrever era como, "Certo, eu não quero que isso seja 'Mandy', do Barry Manilow, mas quero que seja tão romântica e bonita quanto ela". Mas acabou sendo ótimo e estou feliz por termos descoberto sobre o que queríamos escrever". As letras também refletem a confusão depois da partida de Ryan e Jon. As sessões com Feldmann no estúdio de sua casa os ajudaram a experimentar novos sons. "Nós realmente amávamos Paul Simon e começamos a usar marimbas e instrumentos de corda," Brendon explicou. "Acabamos comprando alguns sintetizadores e brincando com eles. Éramos como duas crianças em uma loja de doces..."
"The Ballad of Mona Lisa" foi descrita pela Alternative Press como tendo "a energia pop otimista de A Fever You Can't Sweat Out, com o foco e a clareza de Pretty. Odd.". Brendon explicou que ele e Spencer alcançaram um som que era mais parecido com o primeiro: "Nós deixamos de lado algumas coisas do nosso primeiro álbum em termos de sonoridade, como esses pequenos instrumentos que não usamos no segundo. Eles eram vários instrumentos orgânicos e não eletrônicos ou sintetizadores. Então nós quisemos recuperar um pouco disso". Spencer concordou, e disse "Eu acho que há coisas do primeiro álbum que nós não usamos no segundo e que pessoas que gostaram do primeiro vão aprovar". "The Calendar", escrita originalmente sobre uma relação amorosa entre um homem e uma mulher, logo começou a se encaixar em sua amizade com os membros que deixaram a banda; a canção foi finalizada como uma resposta direta para sua saída do grupo. "Sarah Smiles" foi escrita para a namorada de Brendon, com ele dizendo, "é sobre a minha namorada, na verdade, tão sentimental quanto é. Quando a escontrei, escrevi essa canção para tentar impressioná-la. Eu fiquei encantado por ela. A toquei para ela e estamos saindo desde então. Esse foi um grande passo para mim, pessoalmente".

## Divulgação

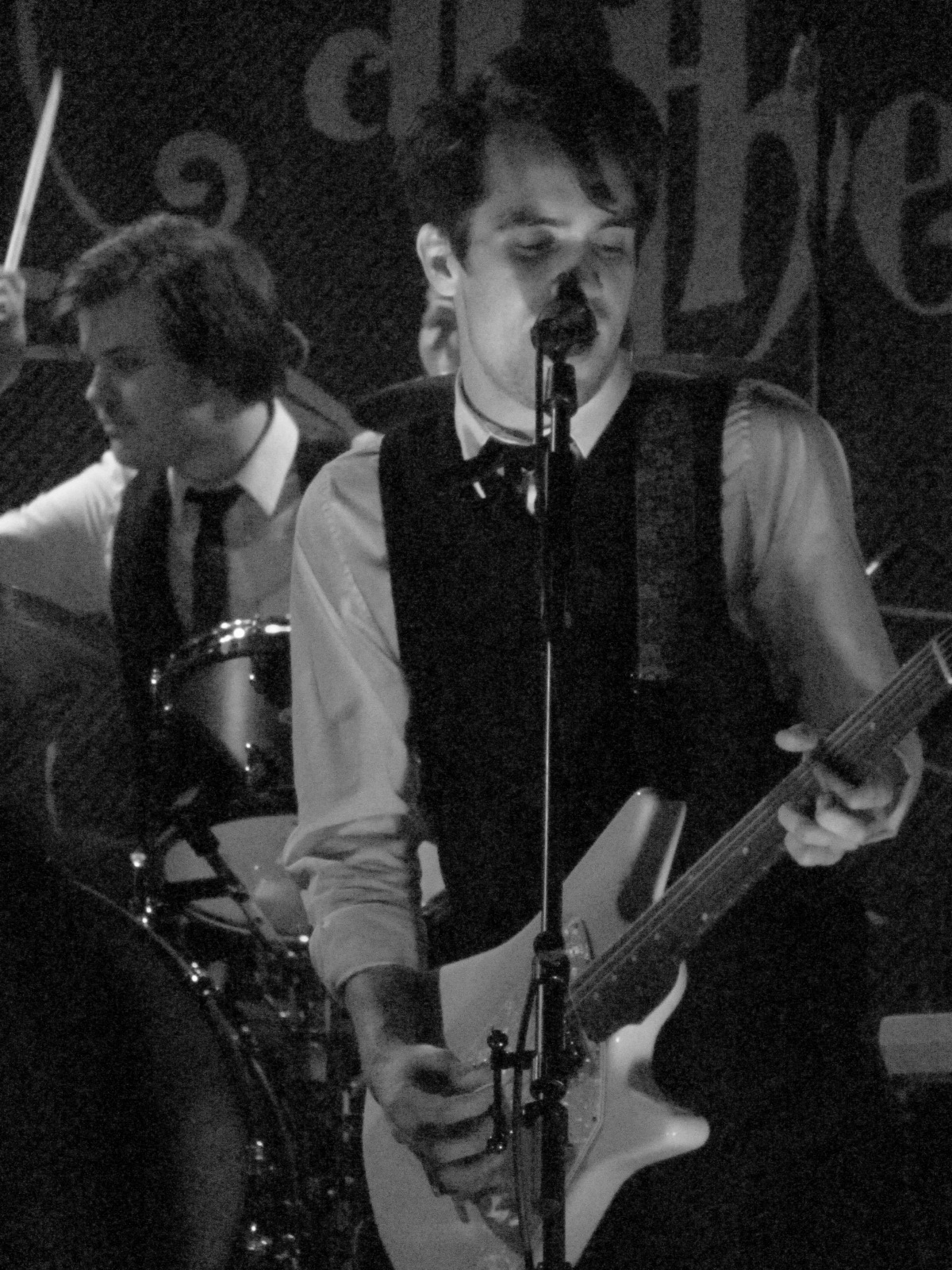
Apresentação da banda durante a turnê Vices & Virtues, em New York City, 1 de fevereiro de 2011.

O título do álbum e algumas outras informações foram anunciadas na edição de dezembro de 2010 da Alternative Press: ele estava previsto para ser lançado em março de 2011, com o primeiro single, inicialmente chamado 'Mona Lisa', marcado para janeiro de 2011. A banda fez o photoshoot promocional para Vices & Virtues com o designer Anthony Franco em 8 de janeiro de 2011. Em 18 de janeiro, eles revelaram através de sua página oficial que o álbum seria lançado em 29 de março de 2011 e, em 25 de janeiro, sua capa foi revelada. Mais tarde, a data de lançamento foi adiantada para 22 de março de 2011.
Seu primeiro single foi "The Ballad of Mona Lisa", lançado em 1 de fevereiro de 2011. O videoclipe do single foi liberado no dia 8 do mesmo mês. "The Ballad of Mona Lisa" foi recebido com críticas geralmente positivas, com muitos apontando semelhanças entre seu som e o de A Fever You Can't Sweat Out.
A edição deluxe do álbum inclui a demo "Oh Glory", que havia sido liberada em julho de 2009 na página oficial da banda como uma prévia de 30 segundos. Como Pretty. Odd., Vices & Virtues alcançou grande popularidade em lojas virtuais; em fevereiro de 2011, havia obtido um top 5 na parada de álbuns do iTunes. Como parte da divulgação para o álbum, a banda fez uma aparição na série Conan, em 28 de março de 2011, e no Lopez Tonight, em 4 de abril. Brendon e Spencer filmaram um curta-metragem de sete minutos para acompanhar o álbum, chamado The Overture. Dirigido por Shane Drake, o curta foi lançado em 9 de março de 2011 e tem diversos trechos de faixas do álbum. Ele contém simbolismos sobre a saída de Ryan e Jon e seguir em frente sem eles na banda.
Em 14 de março de 2011, a banda liberou todas as faixas completas (com exceção das bônus) para streaming em seu Facebook oficial, acompanhadas de um vídeo introdutório gravado pelos dois.

## Faixas
| Vices & Virtues – Edição padrão |                                         |                                          |         |  |
| N.º                             | Título                                  | Compositor(es)                           | Duração |  |
| 1.                              | "The Ballad of Mona Lisa"               | Brendon Urie Butch Walker John Feldmann  | 3:49    |  |
| 2.                              | "Let's Kill Tonight"                    | Brendon Urie Spencer Smith               | 3:12    |  |
| 3.                              | "Hurricane"                             | Brendon Urie                             | 3:41    |  |
| 4.                              | "Memories"                              | Brendon Urie                             | 3:25    |  |
| 5.                              | "Trade Mistakes"                        | Brendon Urie Spencer Smith John Feldmann | 3:36    |  |
| 6.                              | "Ready to Go (Get Me Out of My Mind)"   | Brendon Urie Spencer Smith               | 3:20    |  |
| 7.                              | "Always"                                | Brendon Urie Spencer Smith               | 2:33    |  |
| 8.                              | "The Calendar"                          | Brendon Urie                             | 3:34    |  |
| 9.                              | "Sarah Smiles"                          | Brendon Urie Spencer Smith John Feldmann | 3:33    |  |
| 10.                             | "Nearly Witches (Ever Since We Met...)" | Brendon Urie Ryan Ross                   | 4:16    |  |
| Duração total:                  | Duração total:                          | Duração total:                           | 37:27   |  |

| Vices & Virtues – Edição deluxe |                       |                            |         |  |
| N.º                             | Título                | Compositor(es)             | Duração |  |
| 11.                             | "Stall Me"            | Brendon Urie Spencer Smith | 3:09    |  |
| 12.                             | "Oh Glory" (demo)     | Brendon Urie John Feldmann | 3:02    |  |
| 13.                             | "I Wanna Be Free"     | Brendon Urie Spencer Smith | 2:45    |  |
| 14.                             | "Turn Off the Lights" | Brendon Urie               | 4:00    |  |
| Duração total:                  | Duração total:        | Duração total:             | 50:25   |  |

| Vices & Virtues – Edição deluxe do iTunes |                                        |                            |         |  |
| N.º                                       | Título                                 | Compositor(es)             | Duração |  |
| 11.                                       | "Stall Me"                             | Brendon Urie Spencer Smith | 3:09    |  |
| 12.                                       | "Oh Glory" (demo)                      | Brendon Urie John Feldmann | 3:02    |  |
| 13.                                       | "The Ballad of Mona Lisa" (videoclipe) |                            |         |  |
| 14.                                       | "Bittersweet" (apenas na pré-venda)    | Brendon Urie               | 3:44    |  |

| Vices & Virtues – Faixa bônus da Shockhound |                     |                |         |  |
| N.º                                         | Título              | Compositor(es) | Duração |  |
| 11.                                         | "Kaleidoscope Eyes" | Brendon Urie   | 3:20    |  |

| Vices & Virtues – DVD exclusivo da edição deluxe |                                           |             |         |  |
| N.º                                              | Título                                    | Diretor(es) | Duração |  |
| 1.                                               | "The Ballad of Mona Lisa" (videoclipe)    | Shane Drake |         |  |
| 2.                                               | "The Making Of "The Ballad of Mona Lisa"" | Ron Majored |         |  |
| 3.                                               | "In The Studio with "Nearly Witches""     | Ron Majored |         |  |
| 4.                                               | "Get Me Out Of My Mind"                   | Taxiplasm   |         |  |

## Paradas musicais
| Parada (2011)                                      | Melhor posição |
| -------------------------------------------------- | -------------- |
| Austrália - ARIA                                   | 6              |
| Áustria - Austrian Albums Chart                    | 51             |
| Bélgica - Belgian Albums Chart (Flanders)          | 71             |
| Canadá - Canadian Albums Chart                     | 17             |
| Estados Unidos - Billboard 200                     | 7              |
| Estados Unidos - Billboard Rock Albums             | 2              |
| Estados Unidos - Billboard Alternative Albums      | 2              |
| Estados Unidos - Billboard Digital Albums          | 5              |
| Estados Unidos - Billboard Tastemaker Albums Chart | 17             |
| México - AMPROFON                                  | 70             |
| Nova Zelândia - RIANZ                              | 21             |
| Países Baixos - MegaCharts                         | 76             |
| Suíça - Swiss Albums Chart                         | 90             |
| Reino Unido - UK Albums Chart                      | 29             |
| Reino Unido - UK Rock Albums                       | 2              |